# Ракетний удар по Первомайському 26 вересня 2022 року
Ракетний удар по Первомайському Харківської області стався  26 вересня 2022 року близько 13:30 за київським часом. Атака здійснена ЗС РФ під час повномасштабного вторгнення до України. За міжнародним законом є воєнним злочином за статтею про порушення методів та засобів ведення війни. Унаслідок атаки загинули 7 осіб.

## Хід подій
Російська армія близько 13:30 26 вересня 2022 року, за інформацією начальника Харківської обласної військової адміністрації Олег Синєгубов, нанесла ракетний удар по об'єкту цивільної інфраструктури в місті Первомайському Харківської області. Було пошкоджено критичну інфраструктуру та повністю зруйновано два приватні будинки. Внаслідок цього виникла пожежа у літній кухні на площі 20 квадратних метрів, а також в автомобілі. За інформацією голови Первомайської громади Миколи Бакшеєва, у зв'язку з аварійною ситуацією комунальники тимчасово відключили водопостачання деяких вулиць старої частини міста.

## Жертви
В результаті удару по приватному сектору Первомайського, який стався 26 вересня 2022 року, загинуло 7 людей, серед яких 15-річна дитина.